# Myrmecia dimidiata
Espèce
Myrmecia dimidiata est une espèce de fourmi originaire d'Australie. Les plus fortes populations de cette fourmi géante se trouvent dans l'est du pays, notamment dans la région de Brisbane.
L'espèce est décrite pour la première fois en 1951.

## Nom vernaculaire et classement
Du fait de son agressivité, cet insecte social est aussi connu sous le nom vernaculaire de « fourmi bouledogue ».
La fourmi bouledogue appartient au genre Myrmecia, à la sous-famille Myrmeciinae.
La plupart des ancêtres des fourmis du genre Myrmecia n'ont été retrouvés que dans des fossiles, à l’exception de Nothomyrmecia macrops, seul parent vivant actuellement.

## Biologie
La taille des ouvrières de l'espèce Myrmecia dimidiata varie de 23 à 25 mm de long. Myrmecia dimidiata est de couleur brunâtre avec des antennes et des pattes d'un rouge tirant vers le brun. Ses mandibules sont généralement jaunes. Son corps est couvert de poils épars, très fins et courts, de couleur jaune ; cette pubescence peut être blanche et très abondante au niveau de l'abdomen.

## Source de la traduction
- (en) Cet article est partiellement ou en totalité issu de l’article de Wikipédia en anglais intitulé « Myrmecia dimidiata » (voir la liste des auteurs).